# Heitor da Silva Costa

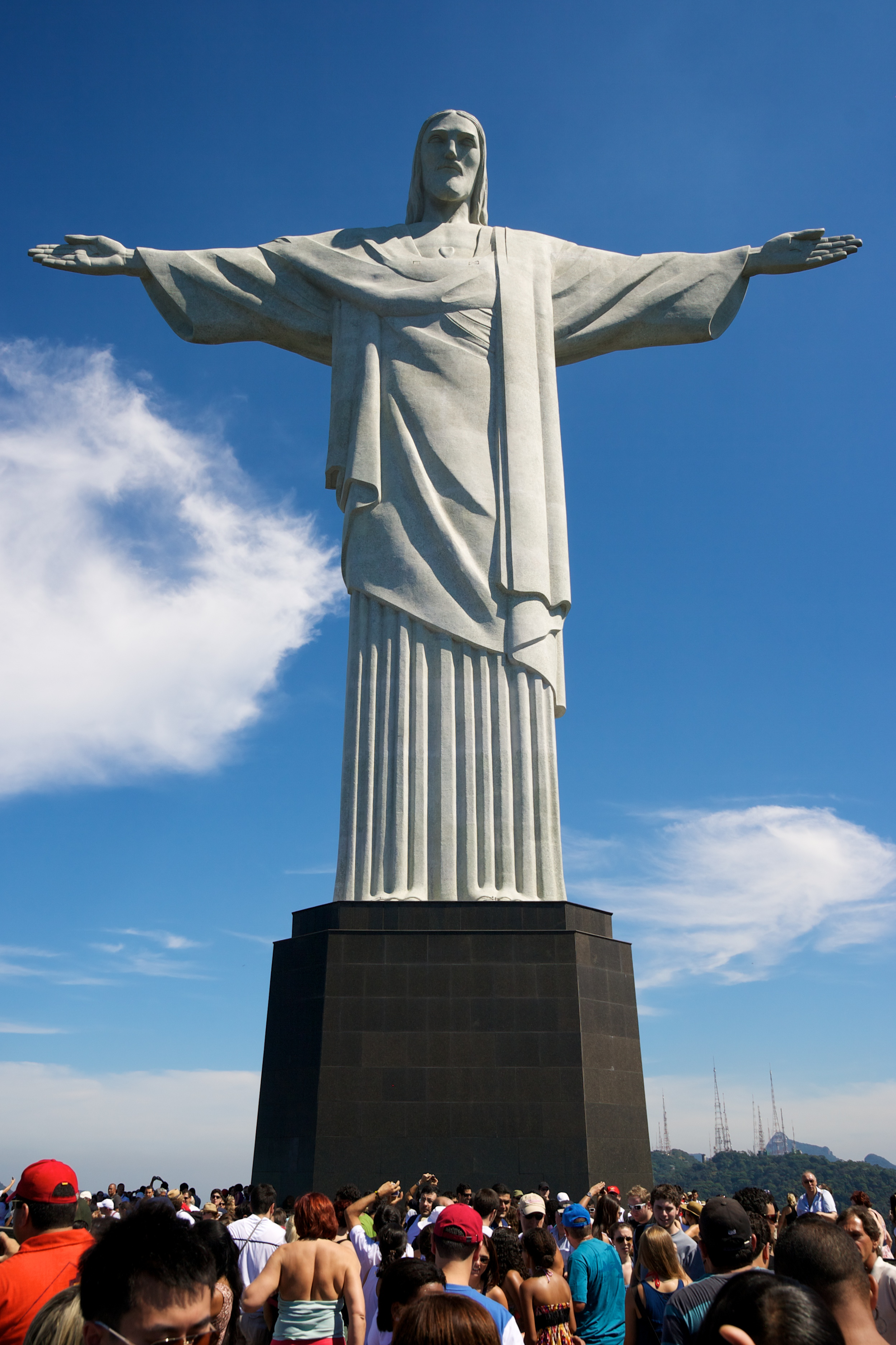
het Christus de Verlosser-monument

Heitor da Silva Costa (25 juli 1873 - 21 april 1947) was een Braziliaans civiel ingenieur, ontwerper en constructeur van het Christus de Verlosser-monument in Rio de Janeiro. In 1924 won hij een prijsvraag voor de bouw van het monumentale standbeeld, georganiseerd door de katholieke kerk. Aanleiding voor de wedstrijd was het honderdjarig jubileum van de onafhankelijkheid van Brazilië (1822). Het monument werd ingehuldigd op 12 oktober 1931.

## Onderwijs
In 1881, op achtjarige leeftijd, begon Silva Costa met formeel onderwijs. Hij ging van 1881 tot 1886 naar Colegio Abilio. Daarna ging hij van 1886 tot 1889 naar Colegio Sao Pedro de Alcantara. Hij werd lid van de Polytechnische school van Rio de Janeiro (1893-1897) om techniek te studeren. Hij werd ingenieur en professor aan de Polytechnische School van Rio de Janeiro in 1914. Hij wijdde zich aan de bouw van verschillende gebouwen, kerken en religieuze monumenten zoals monumenten voor de baron van Rio Branco, keizer D. Pedro II in het Boa Vista Park en Pasteur.

## Carrière
In 1924 won Silva Costa een prijsvraag voor de bouw van het monumentale standbeeld van Christus de Verlosser, georganiseerd door de katholieke kerk. Silva Costa ging naar Europa (1924-1927) om definitieve plannen te maken voor de bouw van het monument. Hij ontmoette de Franse beeldhouwer Paul Landowski om mee te werken aan het maken van het monument. Landowski droeg bij door de handen en het hoofd van het monument te ontwerpen. Het monument werd voltooid en ingehuldigd op 12 oktober 1931. Silva Costa bouwde later de kathedraal van St. Peter van Alcantara, de Sion College Notre Dame-kapel in Rio in 1940 en de troon van Fatima in Petrópolis in 1947. Hij was lid van de Engineering club, Nationale Confederatie van katholieke arbeiders (president) en Braziliaanse persvereniging.

## Familie
Silva Costa was de zoon van Dr. Jose da Silva Costa en Eleia Guimaraes da Silva Costa uit Portugal. Heitor da Silva Costa trouwde met Maria Georgina Leitão da Cunha en kreeg drie kinderen: Maria Elisa, Paulo Cesar en Carlos Claudio.